# 萨米·瓦塔宁
萨米·瓦塔宁（芬蘭語：Sami Vatanen，1991年6月3日—），生于于韦斯屈莱，芬兰男子冰球运动员。他曾代表芬兰国家队参加2014年和2022年冬季奥林匹克运动会冰球比赛，获得一枚金牌和一枚铜牌。